# Термическая диссоциация
Терми́ческая диссоциа́ция — химическая реакция обратимого разложения вещества, вызываемая его нагревом. При этом из одного вещества образуется одно или несколько более простых химических соединений, например:
N2O4 {\displaystyle \rightleftharpoons } 2NO2,
2NO {\displaystyle \rightleftharpoons } N2 + O2 + 181 кДж/моль,
2HI {\displaystyle \rightleftharpoons } H2 + I2,
Cl2 {\displaystyle \rightleftharpoons } 2Cl,
2Н2О {\displaystyle \rightleftharpoons } 2Н2 + О2,
CaCO3 {\displaystyle \rightleftharpoons } CaO + СО2.
В плазме термическая диссоциация нейтральных частиц приводит к образованию положительных ионов и свободных электронов.
Многие процессы термической диссоциации представляют собой реакции внутримолекулярного окисления-восстановления. Обратимость термической диссоциации отличает её от термического разложения (термолиза).
Термическую диссоциацию описывают законом действующих масс и характеризуют или константой равновесия, или степенью диссоциации (отношением числа распавшихся молекул к общему числу молекул). В большинстве случаев термическая диссоциация сопровождается поглощением энергии, поэтому в соответствии с принципом Ле Шателье — Брауна нагрев увеличивает степень диссоциации и смещает равновесие в направлении продуктов разложения. В тех реакциях термической диссоциации, в которых теплота выделяется (вторая из приведённых выше реакций), повышение температуры уменьшает степень диссоциации и смещает равновесие в сторону исходного вещества.
Увеличение давления препятствует термической диссоциации тем сильнее, чем больше число молей газообразных продуктов реакции; для реакций без изменения числа молей газообразных веществ (третья из приведённых выше реакций) степень диссоциации от давления не зависит.
Если твёрдые вещества не образуют твёрдых растворов и не находятся в высокодисперсном состоянии, то давление термической диссоциации однозначно определяется температурой. Для твёрдых веществ важна температура, при которой давление диссоциации становится равным внешнему (в частности, атмосферному) давлению. По достижении этой температуры процесс разложения ускоряется.
Из различных процессов термической диссоциации наибольшее практическое значение имеют разложение воды H2O, углекислого газа CO2, дегидрирование некоторых углеводородов (гомогенные реакции), диссоциация карбонатов, сульфидов (гетерогенные реакции). Их протекание связано со многими теплотехническими, химическими и металлургическими процессами, в частности с обжигом известняка, производством цементов и доменным процессом.